# Alfred Gusenbauer

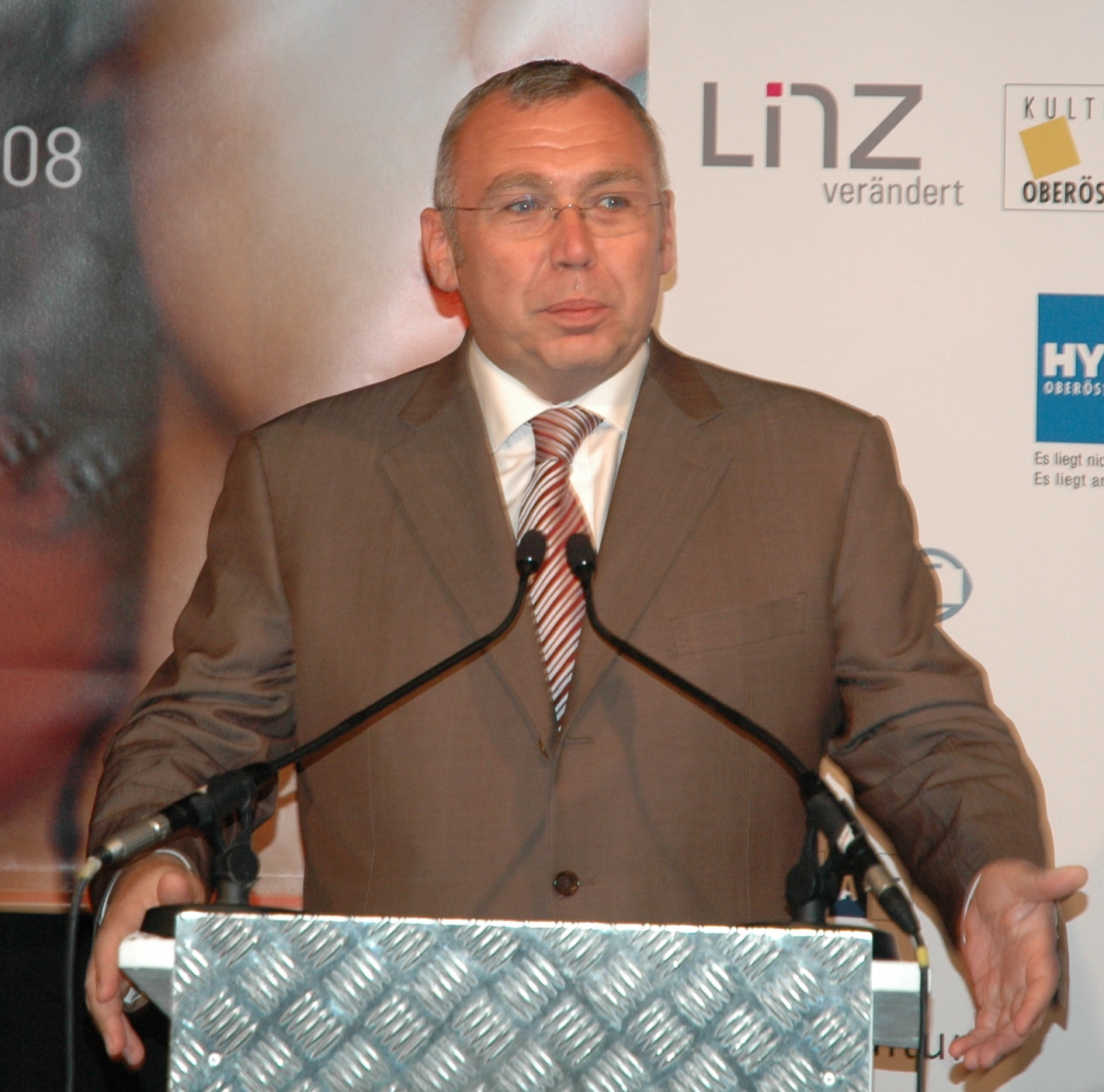
Alfred Gusenbauer w Linzu (2008)

Alfred Gusenbauer (ur. 8 lutego 1960 w St. Pölten) – austriacki polityk, od 2000 do 2008 przewodniczący Socjaldemokratycznej Partii Austrii (SPÖ), parlamentarzysta, od 11 stycznia 2007 do 2 grudnia 2008 kanclerz Austrii.

## Życiorys
Urodził się w St. Pölten w Dolnej Austrii. Uczęszczał do szkoły w Wieselburgu, następnie studiował nauki polityczne i filozofię na Uniwersytecie Wiedeńskim, kończąc studia 1 987.na którym zrobił także doktorat z politologii. Od 1981 do 1990 był etatowym pracownikiem Socjaldemokratycznej Partii Austrii, w latach 90. zatrudniony w regionalnej Austriackiej Izbie Pracy.
W latach 1984–1990 przewodniczył Sozialistische Jugend Österreich, młodzieżówce SPÖ. Od 1985 do 1989 był wiceprzewodniczącym Międzynarodowej Unii Młodych Socjalistów, a w 1989 wiceprzewodniczącym Międzynarodówki Socjalistycznej. W 1991 został mianowany przewodniczącym SPÖ w Ybbs an der Donau i członkiem partyjnego zarządu w Dolnej Austrii. W tym samym roku został wybrany do Rady Federalnej. Reprezentował austriacki parlament w Zgromadzeniu Parlamentarnym Rady Europy. W 1993 przeszedł do Rady Narodowej XVIII kadencji, reelekcję do niższej izby austriackiego parlamentu uzyskiwał w 1994, 1995, 1999, 2002 i 2006. W 2000 został sekretarzem krajowym i przewodniczącym klubu parlamentarnego socjaldemokratów. W tym samym roku zastąpił Viktora Klimę na stanowisku przewodniczącego SPÖ, pozostającej przez dwie kadencje w opozycji do rządów Wolfganga Schüssela.
W wyborach parlamentarnych w 2006 SPÖ odniosła nieznaczne zwycięstwo (68 mandatów) nad ÖVP (66 mandatów), stając się główną siłą polityczną w parlamencie. 11 stycznia 2007 Alfred Gusenbauer objął urząd kanclerza, stając na czele koalicyjnego rządu socjaldemokratów i ludowców, reprezentowanych przez nowego lidera – Wilhelma Molterera.
16 czerwca 2008, z powodu spadku notowań SPÖ, Werner Faymann zastąpił go na stanowisku przewodniczącego socjaldemokratów. 7 lipca 2008 Wilhelm Molterer ogłosił wyjście swojej partii z koalicji. Głównym powodem była rozbieżność w sprawie stosunku do ratyfikacji traktatu lizbońskiego. SPÖ, po odrzuceniu go w referendum irlandzkim w czerwcu 2008, domagała się ponownej ratyfikacji traktatu w referendum po wprowadzeniu do niego ewentualnych zmian, natomiast ludowcy wykluczali organizację powszechnego referendum. Także 7 lipca 2008 Alfred Gusenbauer ogłosił, że nie będzie ubiegał się o reelekcję na stanowisko kanclerza; zasugerował jednocześnie na ten urząd kandydaturę Wernera Faymanna. 9 lipca 2008 Rada Narodowa podjęła decyzję o rozpisaniu przedterminowych wyborów parlamentarnych na 28 września 2008, w których SPÖ ponownie odniosła zwycięstwo. 2 grudnia 2008, po odnowieniu wielkiej koalicji, Werner Faymann zastąpił Alfreda Gusenbauera na stanowisku kanclerza.
Po odejściu z polityki do 2009 ponownie pracował w Austriackiej Izbie Pracy. Powoływany w skład rad nadzorczych różnych przedsiębiorstw, stanął na czele rady nadzorczej koncernu Strabag (2010). Zajął się też działalnością konsultingową. W 2013 został doradcą ówczesnego wicepremiera Serbii Aleksandara Vučicia.